# Polště

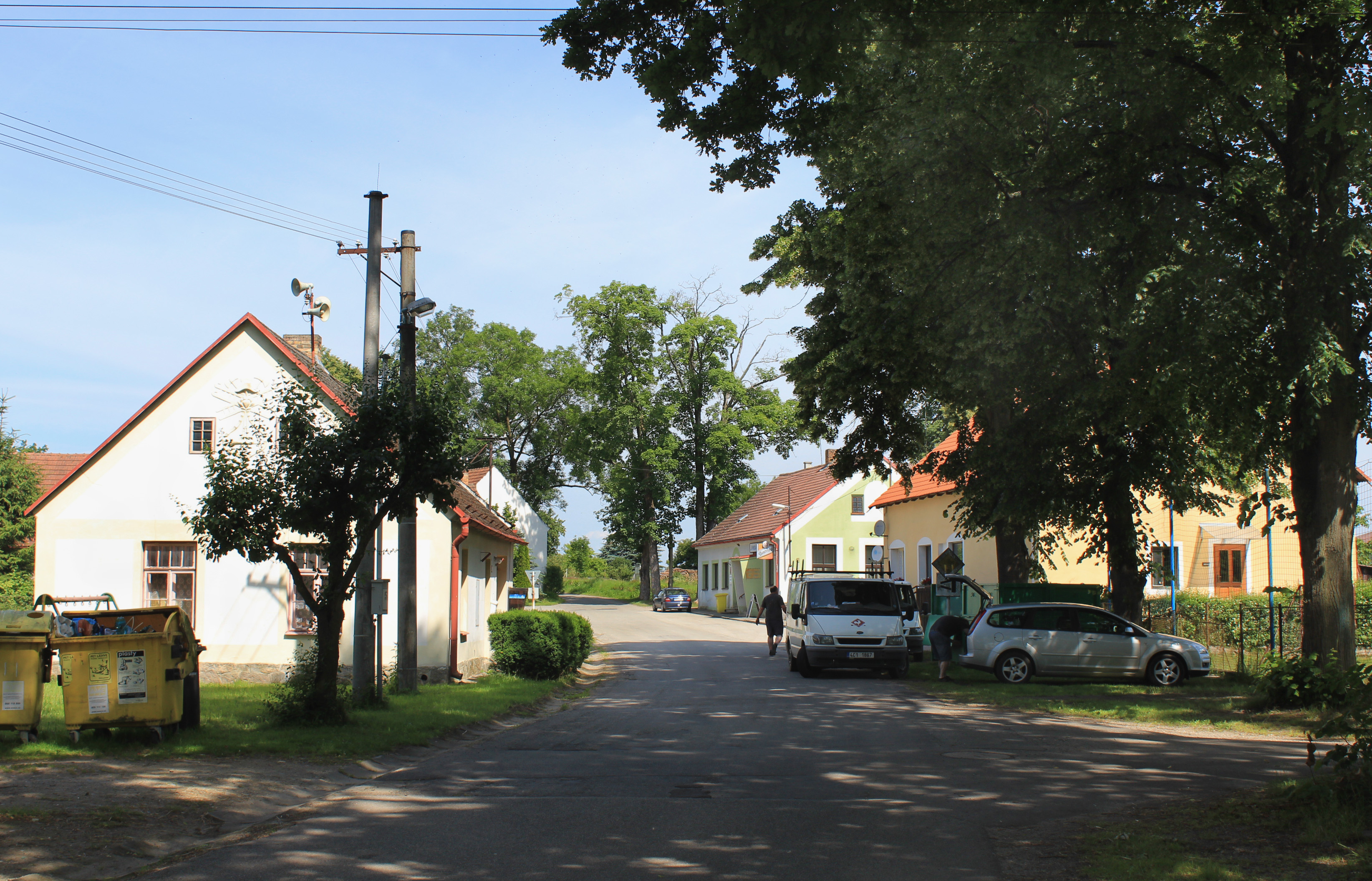
Die Hauptstraße

Polště (deutsch Poschen) ist eine Gemeinde in Tschechien. Sie liegt sieben Kilometer südwestlich von Jindřichův Hradec und gehört zum Okres Jindřichův Hradec.

## Geographie
Polště befindet sich in einer Teichlandschaft zwischen der Kardašořečická pahorkatina und den westlichen Ausläufern der Javořická vrchovina. Westlich des Ortes liegt der Teich Velký rybník und im Osten der Polom.
Nachbarorte sind Buk im Nordosten, Políkno und Dolní Žďár im Osten, Vydří im Südosten, Plavsko im Südwesten, Hatín im Westen sowie Stajka im Nordwesten.

## Geschichte
Erstmals urkundlich erwähnt wurde das zur Herrschaft Neuhaus gehörige Dorf im Jahre 1389. Besitzer waren bis zu ihrem Erlöschen im Mannesstamme nach dem Tode von Joachim Ulrich von Neuhaus im Jahre 1604 die Herren von Neuhaus und später die Slawata und Czernin. Bis zur Ablösung der Patrimonialherrschaften im Jahre 1848 blieb der Ort ein Teil der Herrschaft Neuhaus. 1795 wurde Polště nach Roseč umgepfarrt. Zu dieser Zeit bestand das Dorf aus 29 Häusern und hatte 242 Einwohner.

## Gemeindegliederung
Für die Gemeinde Polště sind keine Ortsteile ausgewiesen.

## Sehenswürdigkeiten
- Kapelle am Dorfplatz